# 1994 na Alemanha
Esta é uma cronologia dos fatos acontecimentos de ano 1994 na Alemanha.

## Eventos
- 23 de maio: O ex-presidente do Tribunal Constitucional Federal, Roman Herzog, é eleito presidente da Alemanha pela Assembleia Federal Alemã.[1]
- 16 de outubro: As eleições federais alemã elegem os membros do 13° Bundestag da República Federal da Alemanha.[1]
- 15 de novembro: Helmut Kohl é eleito Chanceler da República Federal da Alemanha.[1]